# 日向ゆず葉
日向 ゆず葉（ひなた ゆずは、1986年1月11日 - ）は、日本のAV女優。
東京都出身。ツートッププロ所属。

## 略歴
- 2005年に『新人×ギリモザ 僕ラハコノ娘ニ恋ヲスル』でエスワンよりAVデビュー。

## 作品

### イメージDVD
2005年
- なまレズ（Wクイコミ）（4月22日、イーネット・フロンティア）共演:星月天使
- メコスジ（4月22日、イーネット・フロンティア）

### アダルトビデオ
2005年
- 新人×ギリモザ 僕ラハコノ娘ニ恋ヲスル（5月7日、エスワン）
- ギリギリモザイク ギリギリモザイク（6月7日、エスワン）
- ギリギリモザイク 誘惑♥セクシーコスFUCK（7月19日、エスワン）
- ギリギリモザイク 6つのコスチュームでパコパコ!（8月19日、エスワン）
- ギリギリモザイク 僕だけの♥ゆず葉（9月19日、エスワン）
- ギリギリモザイク W痴女（10月7日、エスワン）共演:姫野りむ
- SEX革命Vol.2（11月13日、MOODYZ）
- 大人の保育園4（12月13日、MOODYZ）

2006年
- Model Style Sex（1月1日、MOODYZ）
- 義姉淫姦（2月1日、MOODYZ）
- 失禁エロス（3月1日、MOODYZ）
- 女王様ゲーム（4月1日、MOODYZ）共演:中川瞳、花野真衣
- 極 本番（5月2日、GLAY'z）
- デジタルアングル（5月18日、ワンズファクトリー）
- 裸のナース（6月9日、GLAY'z）
- 美脚中出し2（6月12日、隼エージェンシー）他出演:さいとう真央、朝比奈ハル、吉川梨華、遠山若菜、平山加奈
- フェラコレ2006夏（6月12日 隼エージェンシー）他多数出演
- ダンシングノーモザイクおまんこ メコスジ&クイコミダンススペシャル（6月13日、カルマ）他出演:金城アンナ、Rin.
- ロ●ータMアナル（7月1日、ワンズファクトリー）
- こだわりの手コキ 4時間SP 40人のハンドメイド（7月10日 隼エージェンシー）他39名出演
- エロスの地獄（8月1日、MOODYZ）共演:峰なゆか、鈴木杏里、米倉夏弥、美神ルナ、乃亜、松野ゆい、山城美姫、早乙女みなき、姫宮ラム、笠木あやか、舞乃るあ、中山りお
- オナニスト 第14章（8月10日、隼エージェンシー）他多数出演
- 女子校生強制中出し 10（8月10日、隼エージェンシー）他出演:海老名優、さくらの、森野まりな、星野亜美、桑原衿子、姫乃あん、深見ひなこ、陽多まり
- ゴックンランドDX（9月1日、MOODYZ）共演:椎名りく、聖瑛麻
- 愛しのフェラチーオ4　17人のザーメン中毒（9月10日、隼エージェンシー）他16名出演
- 集団痴女オフィス VOL.2（11月1日、アイデアポケット）共演:片桐なお、七海菜々、松野しほ、真瀬ゆいの

2007年
- エロスの地獄 〜完結編・秘密の裁き〜（2月1日、MOODYZ）共演:松野ゆい、山城美姫、早乙女みなき、姫宮ラム、笠木あやか、舞乃るあ、中山りお、峰なゆか、鈴木杏里、米倉夏弥、美神ルナ、乃亜
- 女子校生レイプVI　犯されまくる12人の女子校生（5月12日、隼エージェンシー）他11名出演

他